# Макс Пејн (филм)
Макс Пејн (енг. Max Payne) је канадско-амерички филм из 2008. године, инспирисан истоименом видео игром.

## Радња
Макс Пејн је својеглави амерички полицајац – митски антихерој, одлучан у тежњи да похвата све оне који су одговорни за брутално убиство његове породице и пословног партнера. Жељног освете, његова опсесивна истрага води га на кошмарно путовање у мрачно подземље. Како се мистерија продубљује, Макс је присиљен да се бори против непријатеља који превазилазе природни свет и да се суочава са незамисливом издајом. Макс Пејн је човек који мало поштује правила и нема шта да изгуби и који истражује низ мистериозних убистава која би могла бити повезана са смрћу његове супруге и детета. Али постоје моћне силе, стварне и оне ван граница маште, које желе да невероватну истину задрже скривеном – и да Макса заувек ућуткају.

## Улоге
| Глумац               | Улога         |
| -------------------- | ------------- |
| Марк Волберг         | Макс Пејн     |
| Мила Кунис           | Мона Сакс     |
| Бо Бриџиз            | Б.Б. Хенсли   |
| Лудакрис             | Џим Бравура   |
| Крис О’Донел         | Џејсон Колвин |
| Донал Лоуг           | Алекс Балдер  |
| Амори Ноласко        | Џек Лапино    |
| Кејт Бертон          | Никол Хорн    |
| Олга Кириленко       | Наташа        |
| Ротафорд Греј        | Џо Сал        |
| Џоел Гордон          | Овен Грин     |
| Џејми Хектор         | Линколн Денаф |
| Ендру Фридман        | Тревор        |
| Маријанти Еванс      | Мишел Пејн    |
| Нели Фуртадо         | Криста Балдер |
| Максвел Макабе Локос | Доуг          |